# Rosengarten (Bade-Wurtemberg)
Pour les articles homonymes, voir Rosengarten.
Rosengarten est une commune de Bade-Wurtemberg (Allemagne), située dans l'arrondissement de Schwäbisch Hall, dans la région de Heilbronn-Franconie, dans le district de Stuttgart.